# Herman Bing
Pour les articles homonymes, voir Bing.
Herman Bing (30 mars 1889 – 9 janvier 1947) est un acteur allemand, actif durant les années 1930 et 1940.

## Biographie
Herman Bing naît à Francfort-sur-le-Main, en Allemagne, et meurt à Los Angeles, en Californie.

## Filmographie partielle
- 1928 : Les Quatre Fils (Four Sons) de John Ford, en tant que coscénariste
- 1930 : Showgirl in Hollywood de Mervyn LeRoy
- 1931 : Le Grand Amour (The Great Lover) de Harry Beaumont
- 1931 : The Guardsman de Sidney Franklin
- 1932 : Une femme survint (Flesh)
- 1932 : A Passport to Hell de Frank Lloyd
- 1932 : Unashamed de Harry Beaumont
- 1933 : Les Faubourgs de New York (The Bowery)
- 1933 : Prologues (Footlight Parade) de Lloyd Bacon et Busby Berkeley
- 1934 : La Veuve joyeuse (The Merry Widow)
- 1934 : Mandalay
- 1934 : Love Time de James Tinling
- 1934 : Le Grand Barnum (The Mighty Barnum) de Walter Lang
- 1935 : Meurtre au Grand Hôtel (The Great Hotel Murder)
- 1935 : In Caliente
- 1935 : Cinquante mille dollars morte ou vive (Three Kids and a Queen) d'Edward Ludwig
- 1935 : La Chanson de la jeunesse (The Night Is Young) de Dudley Murphy
- 1935 : L'Appel de la forêt (The Call of the wild)
- 1935 : 1,000 Dollars a Minute d'Aubrey Scotto
- 1936 : Le Grand Ziegfeld (The Great Ziegfeld)
- 1936 : Rose-Marie de W. S. Van Dyke
- 1936 : Adieu Paris, bonjour New York (That Girl from Paris) de Leigh Jason
- 1936 : Aventure à Manhattan (Adventure in Manhattan) de Edward Ludwig
- 1937 : Champagne valse, de A. Edward Sutherland
- 1937 : Fifi peau de pêche (Every Day's a Holiday ) d'A. Edward Sutherland
- 1938 : Amants (Sweethearts)
- 1938 : La Huitième Femme de Barbe-Bleue (Bluebeard's Eighth Wife), d'Ernst Lubitsch
- 1938 : Quatre au paradis (Four's a Crowd) de Michael Curtiz
- 1938 : Toute la ville danse (The Great Waltz)
- 1938 : Trois Hommes dans la neige (Paradise for Three) d'Edward Buzzell
- 1941 : Dumbo
- 1945 : Drôle d'histoire (Where do we go from here ?)
- 1946 : Nuit et Jour (Night and Day) de Michael Curtiz
- 1946 : Rendezvous 24 de James Tinling